# Dichobune
Il dicobune (gen. Dichobune) è un mammifero artiodattilo estinto, appartenente ai dicobunidi. Visse tra l'Eocene medio e l'Oligocene inferiore (circa 40 - 29 milioni di anni fa) e i suoi resti fossili sono stati ritrovati in Europa.

## Descrizione
Questo animale doveva avere dimensioni simili a quelle di un gatto selvatico; l'aspetto doveva richiamare vagamente quello di un odierno tragulo. Dichobune era caratterizzato dai molari superiori di forma quadrangolare, dotati di sei tubercoli e tutti di forma e dimensioni quasi uguali. Il paracono e il metacono erano della stessa grandezza, di forma conica e uniti da una cresta longitudinale. Il parastilo era pressoché inesistente, mentre il protocono raggiungeva l'angolo antero-interno del molare. Due creste a forma di V univano i denticoli intermedi. Il metaconulo era robusto, con una forte cresta postero-interna. Il protoconulo era più sottile, e solitamente era molto vicino al protocono. L'ipocono era conico e voluminoso. Il terzo molare superiore era dotato di un lobo posteriore un po' ridotto, privo di ipocono. I molari inferiori erano dotati di quattro tubercoli, dei quali quelli interni erano di forma conica e quelli esterni a forma di V; la metà anteriore era un po' più alta di quella posteriore. Il metaconide era caratterizzato da una punta più o meno bifida. Il cranio era caratterizzato da una bolla timpanica non ossificata.

## Classificazione
Il genere Dichobune è stato uno dei primi artiodattili arcaici a venire descritto ufficialmente; fu lo stesso George Cuvier nel 1822 a descriverne i resti provenienti dai gessi di Montmartre a Parigi; la specie tipo, Dichobune leporina, è nota per numerosi resti rinvenuti in vari giacimenti dell'Eocene superiore di Francia, Spagna e Regno Unito, ma alcuni fossili sono stati ritrovati in terreni un po' più recenti (Oligocene inferiore) della Francia e del Belgio. Altre specie attribuite a Dichobune sono l'antica D. robertiana (Eocene medio di Francia, Svizzera e Regno Unito), D. fraasi (Eocene superiore della Svizzera, Oligocene inferiore di Belgio e Germania), D. sigei (Eocene superiore di Lavergne, Francia) e D. jehennei (Oligocene inferiore di Cavalé, Francia).
Dichobune è il genere eponimo dei dicobunidi, un gruppo di mammiferi artiodattili arcaici, solitamente di piccole dimensioni e caratteristici dell'Eocene - Oligocene. Animali simili a questo genere erano Meniscodon, Aumelasia e Messelobunodon, tutti dell'Eocene.